# Рајка Мерћеп
Рајка Мерћеп (Билећа, 23. мај 1904 — Париз, 29. април 1963.) била je српска вајарка, керамичарка и сликарка. Према родном месту су је звали још и Рајка Билећанка. Њена вајарска дела су била изложена у великим галеријама Париза, Београда и Сарајева. Била је необично даровита сликарка и вајарка која је говорила шест језика.

## Рана младост
Родила се у имућној породици. Велики рат су дочекали у Херцеговини, а након завршетка Првог светског рата и мајчине смрти, њен отац одлучује да се са породицом пресели у Сарајево. У раној младости Рајка је почела да се интересује за књижевност, филозофију и уметност, дружила се са сликарима, књижевницима и глумцима у Сарајеву. Јован Дучић јој је 1922. године написао и посветио песму Јесењи рефрен.
Ранка је првобитно желела да буде глумица и балерина, али се ипак на почетку своје каријере определила за вајарство. Прве основе у вајарству добила је од Иве Деспић и Анте Матковића, а након тога школовање је наставила у Загребу, на Академији код Ивана Мештровића. Током школовања много је путовала, а после боравка у Италији и Немачкој, одлучила је да се пресели у Париз. Тада је имала 23 године, а у Паризу одлучује да се, поред вајарства, бави и керамиком.
Студирала је на Академији Колароси, а после је прешла на Академију Гранд Шомиер.

## Каријера
Када се у Женеви, 1929. одржавала конференција Друштва народа, Рајка је успела да се пробије до сале за седнице, где је цртала карикатуре говорника, светских политичара. У паузи је од делегата траћила да јој се потпишу испод цртежа са својим ликом и нико је није одбио.
Рајка први велики успех постиже на Салону независних 1930. године, са бистом под називом „Лик Азије“ и бистом принцезе Карађорђевић. Критика је о овом раду позитивно писала, истичући њену „мушку одважност”. Пикасов пријатељ Андреј Салмон посвећује јој велики текст у Грингореу, предвиђајући јој блиставу будућност. Једно време живела у радила у Ла ришу, некада славној уметничкој колонији у којој су својевремено радили Шагал, Сутин, Модиљани и многи други великани „париске школе”. Из Париза се вратила 1935. у друштву руског емигранта Ивана Бјеликова са којим се и венчала у Сарајеву. Уредила је атеље у стану своје сестре са намером да се ту стално настани али после пословних проблема у које је запао Иван вратила се у Париз и више никада није посетила Сарајево. За време Другог светског рата није излагала. Почетком 1946. изложила је три цртежа: Покољ невиних, Орадоур и Југославија 1941-1945, које јој град Париз откупио за своје збирке. Рајка је излагала у готово свим париским галеријама: у Јесењем, Тиљеријама, Салону независних и др. Редовно је учествовала на изложбама југословенских уметника у Паризу али и у другим местима у Француској.

## Рад и дела
Међу њеним радовима нарочито се истиче биста песника Милана Ракића која је била откупљена и до Другог светског рата изложена у Музеју импресиониста у Паризу. У време израде портрета чувени српски песник се лечио у Паризу. Лик је лепо профилисан са благо издуженим лицем, смиреним и лепо извајаним цртама, али помало затамњеним погледом са жељом, како су наводили историчари уметности, „да се изрази духовна снага песника, али и његов већ болесни лик“.
Урадила је велики број скулптура у камену, теракоти и бронзи, код којих је приметно занимање за разне форме женског тела, као и заинтересованост за покрет. Вредни пажње су многи мушки, женски и дечји портрети, као и скулптуре са бескрајним разликама у облицима, пропорцијама, стањима и положајима људске фигуре.
Њеном раду највише су одговарали мотиви лирске транспаренције, испружених женских актова бакарног тоналитета, главе девојчица, купачице и материнство. Можда су, ипак, најсуптилније биле оне њене скулптуре које су настајале на извориштима материнства. Једна од скулптура се управо тако и зове Мајка са дететом. Постоји и једна скулптура зрелог женског лика са благо нагнутом главу у чијем се лику одражавала сета прожета чежњом.
Своје стваралаштво је посвећивала и портретној уметности. Један од њених портрета је Портрет Стјепана Радића. Цртежи су такође битна ставка у њеном целокупном стваралачком опусу.